# Delia bisetosa
Delia bisetosa este o specie de muște din genul Delia, familia Anthomyiidae. A fost descrisă pentru prima dată de Stein în anul 1907. Conform Catalogue of Life specia Delia bisetosa nu are subspecii cunoscute.